# Vellefrey-et-Vellefrange
Vellefrey-et-Vellefrange é uma comuna francesa na região administrativa de Borgonha-Franco-Condado, no departamento de Alto Sona. Estende-se por uma área de 7,13 km². Em 2010 a comuna tinha 122 habitantes (densidade: 17,1 hab./km²).